# Vampire (bài hát của Iz*One)
"Vampire" là đĩa đơn tiếng Nhật thứ ba của nhóm nhạc nữ Hàn Quốc–Nhật Bản IZ*ONE. Nó được phát hành tại Nhật Bản bởi EMI Records vào ngày 25 tháng 9 năm 2019.

## Danh sách bài hát
Bản phát hành vật lý bao gồm DVD với video âm nhạc cho ca khúc chủ đề.
Tất cả lời bài hát được viết bởi Akimoto Yasushi. Ca khúc "Love Bubble" được viết bởi Cho Yoon-kyung, Miyawaki Sakura và Kim Min-ju.
| Type A | Type A               | Type A               | Type A        | Type A     |
| STT    | Nhan đề              | Phổ nhạc             | Sắp xếp       | Thời lượng |
| ------ | -------------------- | -------------------- | ------------- | ---------- |
| 1.     | "Vampire"            | Chocolate Mix        | Chocolate Mix | 3:48       |
| 2.     | "Kimi Igai" (君以外) | Kazuhiro Hara        | Kazuhiro Hara | 3:32       |
| 3.     | "Love Bubble"        | Dro, Bin, Capitalist | Dro           | 3:17       |

| Type A – physical edition | Type A – physical edition    | Type A – physical edition |
| STT                       | Nhan đề                      | Thời lượng                |
| ------------------------- | ---------------------------- | ------------------------- |
| 4.                        | "Vampire" (Instrumental)     | 3:48                      |
| 5.                        | "Kimi Igai" (Instrumental)   | 3:32                      |
| 6.                        | "Love Bubble" (Instrumental) | 3:17                      |

| Type A – DVD | Type A – DVD                            | Type A – DVD       | Type A – DVD |
| STT          | Nhan đề                                 | Đạo diễn           | Thời lượng   |
| ------------ | --------------------------------------- | ------------------ | ------------ |
| 1.           | "Vampire" (Music video)                 | Shiraishi Takahiro |              |
| 2.           | "Our Time [first part]" (Special Video) |                    |              |

| Type B | Type B                                               | Type B                         | Type B          | Type B     |
| STT    | Nhan đề                                              | Phổ nhạc                       | Sắp xếp         | Thời lượng |
| ------ | ---------------------------------------------------- | ------------------------------ | --------------- | ---------- |
| 1.     | "Vampire"                                            | Chocolate Mix                  | Chocolate Mix   | 3:48       |
| 2.     | "Kimi Igai" (君以外)                                 | Kazuhiro Hara                  | Kazuhiro Hara   | 3:32       |
| 3.     | "Love Bubble"                                        | Dro, Bin, Capitalist           | Dro             | 3:17       |
| 4.     | "Shigaisen Nanka Buttobase" (紫外線なんかぶっとばせ) | Junya Maesako, Takeru Rikimaru | Takeru Rikimaru | 4:13       |

| Type B – physical edition | Type B – physical edition                  | Type B – physical edition |
| STT                       | Nhan đề                                    | Thời lượng                |
| ------------------------- | ------------------------------------------ | ------------------------- |
| 5.                        | "Vampire" (Instrumental)                   | 3:48                      |
| 6.                        | "Kimi Igai" (Instrumental)                 | 3:32                      |
| 7.                        | "Love Bubble" (Instrumental)               | 3:17                      |
| 8.                        | "Shigaisen Nanka Buttobase" (Instrumental) | 4:13                      |

| Type B – DVD | Type B – DVD                           | Type B – DVD       | Type B – DVD |
| STT          | Nhan đề                                | Đạo diễn           | Thời lượng   |
| ------------ | -------------------------------------- | ------------------ | ------------ |
| 1.           | "Vampire" (Music video)                | Shiraishi Takahiro |              |
| 2.           | "Our Time [last part]" (Special Video) |                    |              |
| 3.           | "Making of Vampire Music Video"        |                    |              |

| WIZ*ONE edition | WIZ*ONE edition                                      | WIZ*ONE edition                | WIZ*ONE edition         | WIZ*ONE edition |
| STT             | Nhan đề                                              | Phổ nhạc                       | Sắp xếp                 | Thời lượng      |
| --------------- | ---------------------------------------------------- | ------------------------------ | ----------------------- | --------------- |
| 1.              | "Vampire"                                            | Chocolate Mix                  | Chocolate Mix           | 3:48            |
| 2.              | "Kimi Igai" (君以外)                                 | Kazuhiro Hara                  | Kazuhiro Hara           | 3:32            |
| 3.              | "Love Bubble"                                        | Dro, Bin, Capitalist           | Dro                     | 3:17            |
| 4.              | "Shigaisen Nanka Buttobase" (紫外線なんかぶっとばせ) | Junya Maesako, Takeru Rikimaru | Takeru Rikimaru         | 4:13            |
| 5.              | "Fukigen Lucy" (不機嫌Lucy)                          | Chocolate Mix, The Show        | Chocolate Mix, The Show | 3:33            |

| WIZ*ONE – physical edition | WIZ*ONE – physical edition                 | WIZ*ONE – physical edition |
| STT                        | Nhan đề                                    | Thời lượng                 |
| -------------------------- | ------------------------------------------ | -------------------------- |
| 6.                         | "Vampire" (Instrumental)                   | 3:48                       |
| 7.                         | "Kimi Igai" (Instrumental)                 | 3:32                       |
| 8.                         | "Love Bubble" (Instrumental)               | 3:17                       |
| 9.                         | "Shigaisen Nanka Buttobase" (Instrumental) | 4:13                       |
| 10.                        | "Fukigen Lucy" (Instrumental)              | 3:33                       |

## Xếp hạng
| Bảng xếp hạng (2019)     | Thứ hạng cao nhất |
| ------------------------ | ----------------- |
| Nhật Bản (Japan Hot 100) | 1                 |
| Nhật Bản (Oricon)        | 1                 |
| Hàn Quốc (K-pop Hot 100) | 52                |

| Bảng xếp hạng (2019)     | Vị trí |
| ------------------------ | ------ |
| Nhật Bản (Japan Hot 100) | 84     |

## Chứng nhận
| Quốc gia                                  | Chứng nhận | Số đơn vị/doanh số chứng nhận |
| ----------------------------------------- | ---------- | ----------------------------- |
| Nhật Bản (RIAJ)                           | Vàng       | 100.000^                      |
| ^ Chứng nhận dựa theo doanh số nhập hàng. |            |                               |